# Helmut Pfanner
Helmut Pfanner (geb. 10. Juni 1928 in Lauterach, Österreich; gest. 12. August 1972) war ein österreichischer Architekt.

## Leben
Als zweiter Sohn von Lothar und Viktoria Pfanner (geb. Stötzlin) am 10. Juni 1928 geboren, besuchte er die HTL für Hochbau in Innsbruck, musste dies jedoch unterbrechen, da er zum Kriegsdienst geschickt wurde. Im Jahr 1961 fand die Hochzeit mit Maria Aloisia Rohner (genannt Marie Luise Pfanner) statt, aus dieser Ehe gingen 3 Kinder hervor. Seine drei Töchter, Susanne (1962), Elisabeth (1964) und Katharina (1967), haben alle ebenfalls künstlerische Laufbahnen eingeschlagen.
Nach seiner Ausbildung an der Staatsgewerbeschule in Innsbruck ging er nach Wien und belegte an der Hochschule für angewandte Kunst bei Franz Schuster das Studium der Architektur.
Nach seinem Diplom war er als Architekt 3 Jahre in Basel tätig beim Architekturbüro „Suter und Suter“. Ab 1957 arbeitete er für ein Jahr in Stockholm, Schweden bei Lars-Erik Lallerstedt. Im Laufe dieser Zeit führten ihn Studienreisen durch verschiedene mitteleuropäische Länder (Spanien, Italien, Frankreich, Dänemark, Norwegen, England). 1958 arbeitete er für ein Jahr in einem Architekturbüro in Syracuse, New York, USA und verband dies mit einer Reise quer durch die USA.
Pfanner gründete im Jahr 1960 zusammen mit seinen Kollegen Friedrich Wengler, Karl Sillaber und Max Fohn die Architektengemeinschaft C4.

## Realisierungen
- 1959–1963: Kindergarten und Volksschule in Nüziders
- 1961–1964: Volksschule Lustenau-Hasenfeld
- 1965–1974: mit H. A. Heymanns Landeskrankenhaus Bregenz
- 1970–1972: Reihenhaussiedlung Amtstorstraße in Bregenz
- 1971–1977: Höhere Technische Bundeslehr- und Versuchsanstalt Rankweil

## Auszeichnungen
- Österreichischer Bauherrenpreis 1967